# Ротонда (архитектура)
Ротонда (от латински: rotundus – кръгъл) е всяка сграда с кръгъл план, понякога покрита с купол.
Терминът може да се отнася и само до дадено кръгло помещение във вътрешността на сграда (примери за това са вилата Ла Ротонда във Виченца и Капитолият във Вашингтон). Пантеонът в Рим е известна ротонда.

## Централна Европа
Голям брой енорийски църкви са построени в тази форма между IX и XI век в Централна Европа. Този тип кръгообразни църковни сгради могат да бъдат видяни в масово в Унгария, Полша, Словакия, Хърватия (особено Далмация), Австрия, Германия (особено Бавария) и Чехия. Обикновено размерът им е около 6 до 9 метра вътрешен диаметър, а апсидата е била насочена към изток. Понякога към централния кръг са били прикрепени три или четири апсиди и този тип има родственици дори в Кавказ.
- Пантеона в Рим се счита за първообраз на ротондите.
- Френската църква между холандския и френския квартал в Потсдам (Германия) е построена по образ на римския Пантеон.
- Известната църква-ротонда „Свети Георги“ в Солун, Гърция
- Катедралата „Света Хедвиг“ в Берлин, построена по планове от фон Кнобелсдорф между 1747 и 1887 г.; фотография от 2018 г.
- Баптистерията на пл. Пиаца дей Мираколи в Пиза, Италия
- Най-известната датска ротонда е селската църква в с. Остерларс на о. Борнхолм, Дания
- Ротонда в гр. Стари-Плзенец (близо до Пилзен, Чехия), от X век
- Гробищен параклис в Шамбон-сюр-Лак, Франция

### Ротонди в Среднодунавската низина
Няколко вида ротонди се намират в Среднодунавската низина, на територията на някогашното Кралство Унгария. Изграждането на ротонди в Срееднодунавската низина започва още през 9 век във Великоморавия. Според изследвания и радиовъглеродно датиране на мазилката, Ротондата „Св. Георги“ в гр. Нитрианска блатница е построена през около 830 г., което я прави една от най-старите все още стоящи сгради в района на Централна Европа. Подобна ротонда е стояла на хълма Костолец в гр. Дуково (днес само останки от основите). Ролята и формата на ротондите се развивала от постепенното разширяване на древни малки селски църкви. Много от тях стоят и до днес, напр. в Nagytótlak, Kallósd и Kissikátor в Унгария или в Bíňa и Šivetice в Словакия. Ротондата в Шиветице е най-голямата в Централна Европа, с диаметър 11 м. На много места древните основи са разкопани и консервирани. Църквата на село Сарошпатак е окомплектована с прост кръгъл неф и източна апсида. Църквата Alagimajor в Дунакеси е разширена към апсидата през 14 век. В много случаи ротондите са били използвани като апсида на нови и по-големи църкви (напр. в селата Багод-Шентпал, Хидегсег, Вагкерештур, Иполикискеши, Херенчени, Салонна). Такива полукръгли апсиди са запазени в цялата Среднодунавска низина. Ротонди с шест апсиди – най-интересната форма – се намират в Karcsa и Kiszombor (Унгария), в Горяни (Украйна) и на няколко места в Армения (Aragatz, Bagaran, Bagnayr, Botshor, Kiagmis Alti).
- Романска селска църква в с. Ссело, Словения
- Ротонда в Оскю, Унгария
- Ротонда в Кишомбор, Унгария
- Ротонда, преустроена в по-голяма църква, Салонна, Унгария
- Великоморавска ротонда „Свети Георги“ в Нитрианска блатница, Словакия
- Св. Маргарита Антиохийска – най-голямата ротонда в Централна Европа, с. Шиветице, Словакия
- Основи на великоморавска ротонда в планината Костолец. с. Дуцове, Словакия

## Ротонди в Кавказкия регион
Няколко арменски църкви, построени във вид на ротонди, имат шесткратно извита централна апсида – в гр. Арагац, Багаран, Багнайр, Ботшор, Киагмис Алти в Армения. В Армения често се срещат и осемкратно извити центрични здания (ротонди) – напр. в гр. Ани, Иринд и Варжахан. Добър пример за грузинска ротонда е катедралата в Бана, която днес се намира на територията на Турция.

## Ротонди в Азия
- Зданието на Храма на небето е завършено през 1420 г. по време на император Мин Юнлъ, който също е построил Забранения град в Китай.
- Фиджийските тулоу са традиционни селски жилища в гр. Хака в района Фудзиен в Китай. Те са построени между XII и XX век.

- Зала за молитва за добра реколта, най-голямата сграда в Храма на небето
- Селски тулоу здания
- Здание с 4 концентрични пръстена в Ченг Лоу („Кралят на тулоу“)
- Санчи Ступа в Индия, будистко място за поклонение

## Примери за ротонди

### Религиозни сгради
- Баптистерий на пл. Пиаца дей Мираколи, Пиза, Италия.
- Пантеон, Рим, Италия, първоначално построен като храм на седемте божества на седемте планети в официалната религия на Древен Рим; сега се използва като базилика, неофициално наречена Санта Мария дела Ротонда
- Санто Стефано Ротондо, Рим.
- Църквата-ротонда „Свети Георги“ в Солун, построена като гробница на император Галерий през 306 г. сл. Хр.
- Църква-ротонда „Св. Георги“ в София, България, раннохристиянска църква от IV век.
- Катедралната църква „Свети Георги“ в Звартноц, Армения.
- Ротондата на „Свети Мартин“ в замъка Вишеград, Прага, Чехия.
- Ротонда на Света Мария Асунта в Моста, Малта.
- Църквата Temple Church в Лондон, Обединено кралство.
- Херцогската ротонда на Дева Мария и Света Екатерина в Зноймо, Чехия.

### Сгради за развлечение
- Роял Албърт Хол в Лондон, Англия.
- Плевенската панорама, Плевен, България.

### Резиденции
- Вила Капра „Ла Ротонда“ от италианския архитект от Ренесанса – Андреа Паладио, във Виченца, Италия.
- Замъкът Мереуърт в Кент, Англия.

### Сгради за учене
- Читалня на Британския музей, Лондон, построена през 1857 година.

### Административни сгради
- Европейският парламент в Страсбург, Франция.
- Капитолият на САЩ